# Werner Schorrig
Werner Schorrig (* 14. Juni 1950 in Wolferode) ist ein ehemaliger deutscher Fußballspieler (DDR). Für die BSG Wismut Gera spielte er in der Oberliga, der höchsten Spielklasse des DDR-Fußball-Verbandes.

## Sportliche Laufbahn
Schorrig wuchs in seinem Geburtsort Wolferode bei Eisleben auf und begann dort auch bei der Kindermannschaft der Betriebssportgemeinschaft (BSG) Stahl Wolferode organisiert Fußball zu spielen. Mit 15 Jahren wechselte er zur Nachwuchsabteilung von Stahl Eisleben, wo er zuletzt mit der in BSG Mansfeldkombinat umbenannten Mannschaft in der drittklassigen Bezirksliga Halle spielte. 1970 trat Schorrig einen dreijährigen Wehrdienst an und spielte während dieser Zeit mit der Fußballmannschaft der Armeesportgemeinschaft Vorwärts Stralsund in der zweitklassigen DDR-Liga. Nach der Beendigung seiner Armeezeit schloss sich Schorrig im Sommer 1973 der BSG Aufbau Schwedt an. Auch dort spielte er mit Ausnahme der Saison 1975/76, als Schwedt in die Bezirksliga abgestiegen war, in der DDR-Liga.
Zur Saison 1977/78 wechselte Schorrig zum Oberliga-Aufsteiger BSG Wismut Gera, der sich mit einem neuen Stürmer verstärken wollte. Schorrig spielte von Beginn an in der Oberliga mit und etablierte sich im Laufe der Saison zum etatmäßigen Linksaußenstürmer der Geraer. Mit nur einem Tor in seinen 19 Oberligaeinsätzen blieb sein Erfolg mäßig, und seiner Mannschaft gelang es nicht, sich in der Oberliga zu halten. Mit nur einem Sieg und 21 Niederlagen stieg Wismut Gera nach nur einem Jahr Erstklassigkeit wieder in die DDR-Liga ab. Schorrig blieb noch drei weitere Spielzeiten bei der BSG Wismut, in der Saison 1979/80 wurde er mit 14 Punktspieltreffern Torschützenkönig seiner Mannschaft.
31-jährig verließ Schorrig nach Abschluss der Saison 1980/81 Wismut Gera und spielte 1981/82 noch ein Jahr in der DDR-Liga beim Aufsteiger BSG Stahl Silbitz. 1984 beendete er nach weiteren zwei Jahren mit Silbitz in der Bezirksliga seine Laufbahn als Leistungssportler. Anschließend betätigte er sich als Fußballtrainer unterklassiger Mannschaften wie Wismut Gera II, SV Carl Zeiss Gera und FC Thüringen Weida. Beim neuntklassigen Bezirksligisten TSV Gera-Westvororte war Schorrig mit 50 Jahren noch 2010 Spielertrainer.